# Parisch (Russland)
Parisch (russisch Париж) ist ein Dorf in der russischen Oblast Tscheljabinsk, gelegen an der südlichen Grenze des dortigen Rajon Nagaibakski. Es hat 1712 Einwohner (Stand 14. Oktober 2010).

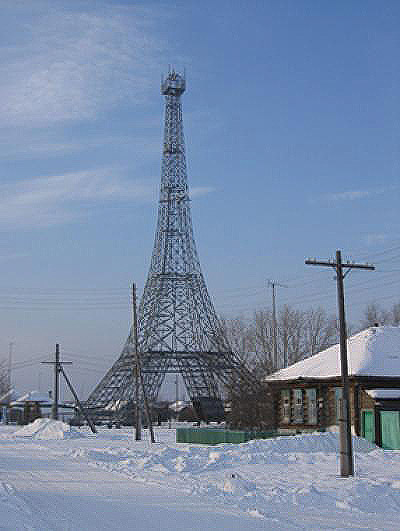
Nachbildung des Eiffelturms

Parisch ist Sitz der Landgemeinde Parischskoje selskoje posselenije mit insgesamt 2421 Einwohnern (2010), zu der noch das Dorf Lebedinoje und die Siedlungen Kuschebajewski und Nowotschernigowski gehören.
Das Dorf wurde 1842 als Posten № 4 der „Neuen Linie“ von nagaibakischen Kosaken gegründet und wurde bald darauf zu Ehren der Schlacht bei Paris – russische Aussprache Parisch – benannt. Einige andere Dörfer in der Umgebung tragen ebenfalls die Namen von Stätten russischer Siege in den Napoleonischen Kriegen: Ferschampenuas (Verwaltungszentrum des Rajons, nach Fère-Champenoise), Leipzig, Berlin und andere.
Im Jahr 2005 wurde ein Sendemast für das Mobilfunknetz erbaut, der dem Pariser Eiffelturm im Maßstab 1:5 nachempfunden ist. Es sind etwa 500 Mobiltelefone in Betrieb, mehr, als Haushalte mit fließendem Wasser existieren.
Ein weiteres Dorf Paris liegt im südlichen Ural und ist 425 km entfernt (270 km NNW Luftlinie). Bis zur französischen Hauptstadt sind es circa 4.650 km bzw. 3.950 auf direkter Linie.
Es gibt zwei weitere Orte mit dem gleichen Namen „Париж“: und Parisch in Baschkortostan und Parysch in Belarus.